# Klemens Ullrich

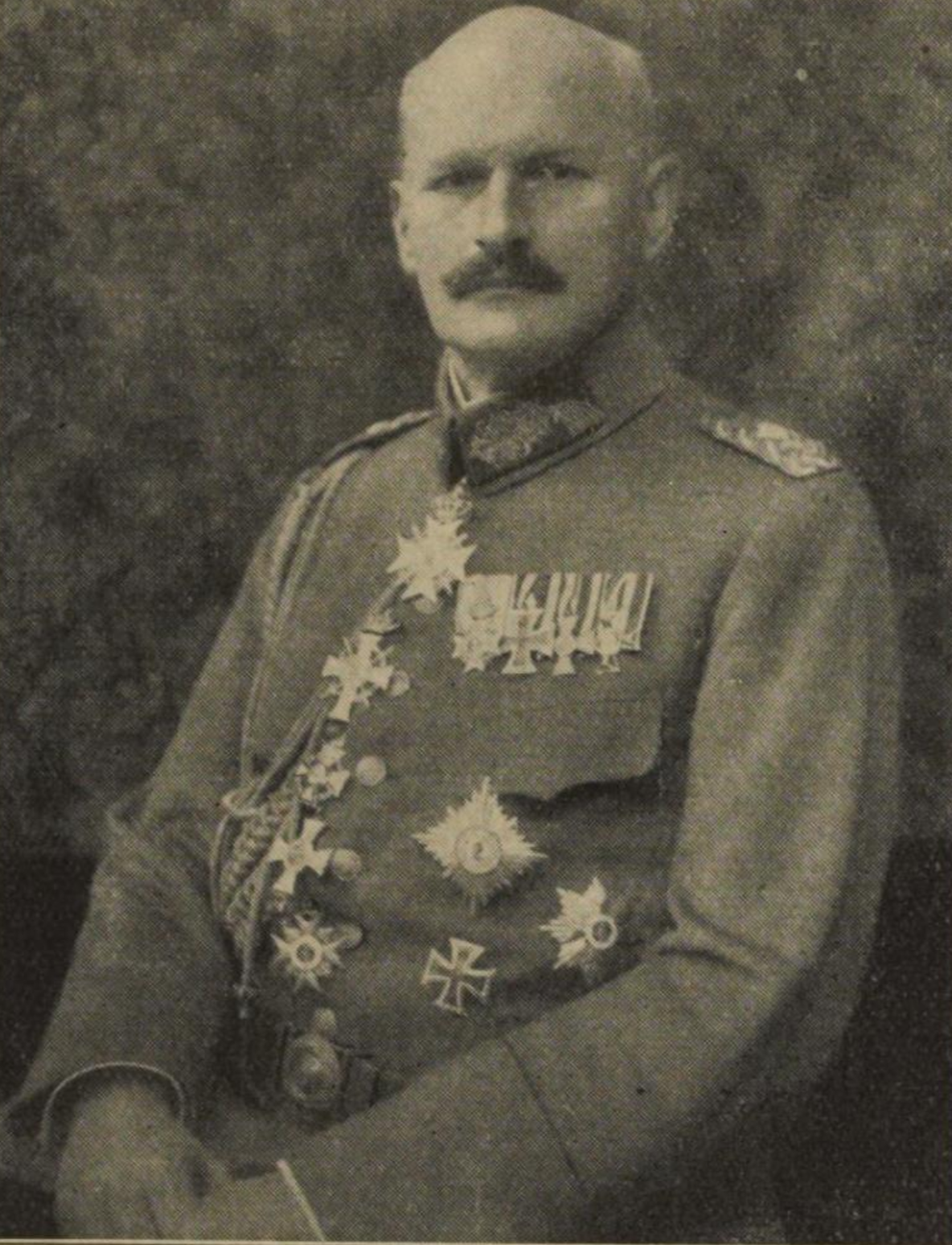
Klemens Ullrich

Klemens Ullrich (* 25. Juli 1857 in Dresden; † 10. Januar 1935 in Hosterwitz) war ein sächsischer Generalleutnant.

## Leben

### Herkunft
Ullrich war Sohn von Gustav Eduard Ullrich. Sein Vater wirkte als Hofrat und Leibarzt des sächsischen Königs Johann. Er hatte mindestens zwei Brüder, den sächsischen Oberst Maximilian Ullrich (1860–1912) sowie den Hauptmann a. D. Ullrich.

### Karriere
Ullrich besuchte das Vitzthumsche Gymnasium in Dresden und trat nach seinem Abschluss am 1. Oktober 1875 als Fahnenjunker in das 2. Grenadier-Regiment Nr. 101 „Kaiser Wilhelm, König von Preußen“ der Sächsischen Armee ein. In dem Regiment avancierte er 1877 zum Sekondeleutnant und 1885 zum Premierleutnant. 1890 Ullrich zum Hauptmann und Chef der 7. Kompanie auf. 1898 wurde er vom Kriegsministerium mit der Erbauung, Einrichtung und Leitung der Munitionsfabrik in Dresden beauftragt und in dieser Eigenschaft am 23. Oktober 1899 zum Major befördert. 1901 wurde Ullrich als Kommandeur des III. Bataillons im 9. Infanterie-Regiment Nr. 133 nach Zwickau versetzt. Nach Beförderung zum Oberstleutnant am 22. Mai 1905 folgte eine Verwendung beim Stab des 11. Infanterie-Regiments Nr. 139 versetzt. Er avancierte am 19. Juli 1908 zum Oberst und Kommandeur des 15. Infanterie-Regiments Nr. 181 in Chemnitz. In gleicher Funktion war er 23. September 1911 bis zum 30. September 1912 in seinem Stammregiment tätig und erhielt im November 1911 die Erlaubnis zur Annahme des Roten Adlerorden II. Klasse sowie von seinem König im Mai 1912 das Komtur II. Klasse des Albrechts-Ordens. Mit einem Patent vom 21. April 1911 wurde Ullrich am 1. Oktober 1912 zum Generalmajor befördert und als Kommandeur zur 3. Infanterie-Brigade Nr. 47 nach Leipzig versetzt. Unter Verleihung des Charakters als Generalleutnant wurde am 17. März 1914 in Genehmigung seines Abschiedgesuches mit Pension und der Erlaubnis zum Tragen seiner Uniform zur Disposition gestellt.
Nach Ausbruch des Ersten Weltkrieges wurde Ullrich als z.D.-Offizier wiederverwendet und zum Kommandeur der 47. Reserve-Infanterie-Brigade ernannt. Mit seiner Brigade beteiligte er sich innerhalb der 3. Armee am Vormarsch in das neutrale Belgien, der Belagerung, Beschießung und Einnahme von Givet und der Schlacht an der Marne. Dafür erhielt er beide Klassen des Eisernen Kreuzes, das Komturkreuz II. Klasse des Verdienstordens sowie am 3. Mai 1915 das Ritterkreuz des Militär-St.-Heinrichs-Ordens. Ullrich beteiligte sich mit seinem Großverband an den Stellungskämpfen an der Westfront und wurde nach Auflösung der Brigade im Jahre 1915 als Chef der Grenzüberwachung bei Böhmen am Erzgebirgsrücken verwendet. Er befehligte ab November 1915 die stellvertretende 6. Infanterie-Brigade Nr. 64. Im Januar 1916 wurde Ullrich zum Kommandeur der 177. Infanterie-Brigade an der Ostfront ernannt und nahm an den Stellungskämpfe um Dünaburg teil. Er erkrankte an Ischias und kehrte im Herbst 1916 in die Heimat zurück.

### Familie
Ullrich war Vater von mindestens einem Sohn, dem Offiziersstellvertreter im 2. Landsturm-Infanterie-Ersatz-Bataillon im Reserve-Infanterie-Regiments Nr. 243, Hans Ullrich. Dieser wurde Ende 1915 mit dem Eisernen Kreuz II. Klasse ausgezeichnet.